# Рюсторф
Рюсторф (нем. Rüstorf) — коммуна (нем. Gemeinde) в Австрии, в федеральной земле Верхняя Австрия.
Входит в состав округа Фёклабрук. Население составляет 1952 человека (на 31 декабря 2005 года). Занимает площадь 14 км². Официальный код — 41732.

## Политическая ситуация
Бургомистр коммуны — Паулине Штеррер (АНП) по результатам выборов 2003 года.
Совет представителей коммуны (нем. Gemeinderat) состоит из 25 мест.
- АНП занимает 12 мест.
- СДПА занимает 10 мест.
- Зелёные занимают 3 места.